# Sarah Ryan
Sarah Michelle Ryan (Adelaide, 20 februari 1977) is een Australisch zwemster. 

## Biografie
Ryan won in haar carrière drie medailles, tweemaal zilver op de 4x100m wisselslag en goud op de 4x100m vrije slag. Ryan behaalde haar grootste successen op de estafettes, alleen tijdens de Pan-Pacifische kampioenschappen zwemmen 1999 won zij individueel een medaille. Tijdens dit toernooi won ze de zilveren medaille op de 50m en 100m vrije slag.
4x100m wisselslag.
In 2001 werd zij wereldkampioene op de 4x100m wisselslag.

## Internationale toernooien
| Jaar | Olympische Spelen                                                                                               | WK langebaan                                                                       | PanPacs | GS | WK kortebaan                                                                                                 |
| ---- | --- | ---------------------------------------------------------------------------------- | --- | --- | --- |
| 1993 | |                                                                                    | 6e 50m vrije slag 10e 100m vrije slag                                                                                    | | |
| 1994 | | 10e 50m vrije slag 4e 4x100m vrije slag 4e 4x100m wisselslag                       | | 4x100m vrije slag                                                                                     | |
| 1995 | |                                                                                    | 6e 50m vrije slag · 7e 100m vrije slag · 4x100m vrije slag · 4x100m wisselslag                                           | | 28e 50m vrije slag · 10e 100m vrije slag · 4x100m vrije slag · 4x100m wisselslag · Ryan zwom enkel de series |
| 1996 | 20e 50m vrije slag · 8e 100m vrije slag · 6e 4x100m vrije slag · 4x100m wisselslag                              |                                                                                    | | | |
| 1997 | |                                                                                    | 6e 50m vrije slag · 4e 100m vrije slag · 12e 200m vrije slag · 4x100m vrije slag · 4x200m vrije slag · 4x100m wisselslag | | 16e 50m vrije slag · 10e 100m vrije slag · 5e 4x100m vrije slag · 4x100m wisselslag                          |
| 1998 | | 4x100m vrije slag · 4x100m wisselslag · Ryan zwom enkel de series                  | | 6e 100m vrije slag · 4x100m vrije slag                                                                | |
| 1999 | |                                                                                    | 50m vrije slag · 100m vrije slag · 4x100m vrije slag · 4x100m wisselslag                                                 | | 6e 100m vrije slag · 4x100m vrije slag · 4x100m wisselslag · Ryan zwom enkel de series                       |
| 2000 | 23e 50m vrije slag · 12e 100m vrije slag · 6e 4x100m vrije slag · 4x100m wisselslag · Ryan zwom enkel de series |                                                                                    | | | |
| 2001 | | 20e 50m vrije slag · 8e 100m vrije slag · 6e 4x100m vrije slag · 4x100m wisselslag | | | |
| 2002 | |                                                                                    | 6e 50m vrije slag · 5e 100m vrije slag · 4x100m vrije slag                                                               | 11e 50m vrije slag · 8e 100m vrije slag · 16e 50m vlinderslag · 4x100m vrije slag · 4x100m wisselslag | 6e 50m vrije slag · 4e 100m vrije slag · 24e 50m rugslag · 4x100m vrije slag · 4e 4x100m wisselslag          |
| 2003 | |                                                                                    | | | |
| 2004 | 4x100m vrije slag · Ryan zwom enkel de series                                                                   |                                                                                    | | | |

- Australian Women's Register: AWE2629b
- Trove: 693093